# Scaphoidula spinosa
Scaphoidula spinosa är en insektsart som beskrevs av Keti Maria Rocha Zanol 1988. Scaphoidula spinosa ingår i släktet Scaphoidula och familjen dvärgstritar. Inga underarter finns listade i Catalogue of Life.